# World Series of Poker 2015
Le World Series of Poker 2015 sono la 46ª edizione della manifestazione. La prima fase si svolge dal 27 maggio sino al 14 luglio presso il casinò Rio All Suite Hotel and Casino di Las Vegas. Si è trattata della undicesima edizione consecutiva disputata al Rio.

## Eventi preliminari
Gli eventi in programma sono 68, tre in più dell'edizione precedente.
| N. | Evento                                                 | Iscritti | Vincitore          | Premio     | Ultimo giocatore eliminato |
| -- | ------------------------------------------------------ | -------- | ------------------ | ---------- | -------------------------- |
| 1  | $565 Casino Employees No Limit Hold'em                 | 688      | Brandon Barnette   | $75,704    | Greg Seiden                |
| 2  | $5,000 No Limit Hold'em                                | 422      | Michael Wang       | $466,120   | Bryn Kenney                |
| 3  | $1,500 Omaha Hi-Lo 8 or Better                         | 918      | Robert Mizrachi    | $251,022   | Jacob Dahl                 |
| 4  | $3,000 No Limit Hold'em Shootout                       | 308      | Nick Petrangelo    | $201,812   | Jason Les                  |
| 5  | $565 The Colossus No Limit Hold'em                     | 22,374   | Cord Garcia        | $638,880   | Bradley McFarland          |
| 6  | $1,000 Hyper Hold'em                                   | 1,436    | John Reading       | $252,068   | Marc Macdonnell            |
| 7  | $10,000 Limit 2-7 Triple Draw Lowball Championship     | 109      | Tuan Le            | $322,756   | Max Casal                  |
| 8  | $1,500 Pot Limit Hold'em                               | 639      | Paul Michaelis     | $189,818   | Tom Marchese               |
| 9  | $1,500 Razz                                            | 462      | Max Pescatori      | $155,947   | Ryan Miller                |
| 10 | $10,000 Heads Up No Limit Hold'em Championship         | 143      | Keith Lehr         | $334,430   | Paul Volpe                 |
| 11 | $1,500 Limit Hold'em                                   | 660      | William Kakon      | $196,055   | Daniel Needleman           |
| 12 | $1,500 No Limit Hold'em 6-Handed                       | 1,651    | Idan Raviv         | $457,007   | Iaron Lightbourne          |
| 13 | $2,500 Omaha/Seven Card Stud Hi-Lo 8 or Better         | 474      | Konstantin Maslak  | $269,612   | Hani Awad                  |
| 14 | $1,500 No Limit Hold'em Shootout                       | 1,000    | Barry Hutter       | $283,546   | Benjamin Zamani            |
| 15 | $10,000 Pot Limit Hold'em Championship                 | 128      | Shaun Deeb         | $318,857   | Paul Volpe                 |
| 16 | $1,500 Millionaire Maker No Limit Hold'em              | 7,275    | Adrian Buckley     | $1,277,193 | Javier Zarco               |
| 17 | $10,000 Razz Championship                              | 103      | Phil Hellmuth      | $271,105   | Mike Gorodinsky            |
| 18 | $1,000 Turbo No Limit Hold'em                          | 1,791    | John Gale          | $298,290   | Gary Luther                |
| 19 | $3,000 Limit Hold'em 6-Handed                          | 319      | Matthew Elsby      | $230,799   | Gabriel Nassif             |
| 20 | $1,500 No Limit Hold'em                                | 1,844    | Benjamin Zamani    | $460,640   | Natasha Barbour            |
| 21 | $10,000 Omaha Hi-Lo 8 or Better Championship           | 157      | Daniel Alaei       | $391,097   | Kyle Miaso                 |
| 22 | $1,000 No Limit Hold'em                                | 1,915    | Sam Greenwood      | $318,977   | Cole Jackson               |
| 23 | $1,500 No Limit 2-7 Draw Lowball                       | 219      | Christian Pham     | $81,314    | Daniel Ospina              |
| 24 | $1,500 H.O.R.S.E.                                      | 772      | Arash Ghaneian     | $239,750   | Robert Campbell            |
| 25 | $5,000 No Limit Hold'em 8-Handed                       | 493      | Jeff Tomlinson     | $567,724   | Pierre Milan               |
| 26 | $1,000 Pot Limit Omaha                                 | 1,293    | Aaron Wallace      | $226,985   | Marko Neumann              |
| 27 | $10,000 Seven Card Stud Championship                   | 91       | Brian Hastings     | $239,518   | Scott Clements             |
| 28 | $1,500 No Limit Hold'em Monster Stack                  | 7,192    | Perry Shiao        | $1,286,942 | Eric Place                 |
| 29 | $10,000 No Limit 2-7 Draw Lowball Championship         | 77       | Phil Galfond       | $224,383   | Nick Schulman              |
| 30 | $1,000 No Limit Hold'em                                | 2,150    | Ivan Luca          | $353,391   | Artur Rudziankov           |
| 31 | $3,000 Pot Limit Omaha Hi-Lo 8 or Better               | 480      | Jeff Madsen        | $301,413   | Jean-Marc Thomas           |
| 32 | $5,000 No Limit Hold'em 6-Handed                       | 550      | Jason Mercier      | $633,357   | Simon Deadman              |
| 33 | $1,500 Limit 2-7 Triple Draw Lowball                   | 388      | Benny Glaser       | $136,215   | Brock Parker               |
| 34 | $1,500 Split Format Hold'em                            | 873      | Andre Boyer        | $250,483   | Erwann Pecheux             |
| 35 | $3,000 H.O.R.S.E.                                      | 376      | Daniel Idema       | $261,774   | Matt Vengrin               |
| 36 | $1,500 Pot Limit Omaha                                 | 978      | Corrie Wunstel     | $266,874   | Kevin Saul                 |
| 37 | $10,000 No Limit Hold'em 6-Handed Championship         | 259      | Byron Kaverman     | $657,351   | Doug Polk                  |
| 38 | $3,000 No Limit Hold'em                                | 989      | Thiago Nishijima   | $546,843   | Sotirios Koutoupas         |
| 39 | $1,500 Ten-Game Mix                                    | 380      | Brian Hastings     | $133,403   | Rostislav Tsodikov         |
| 40 | $1,000 Seniors No Limit Hold'em Championship           | 4,193    | Travis Baker       | $613,466   | Carl Torelli               |
| 41 | $10,000 Seven Card Stud Hi-Lo 8 or Better Championship | 111      | Max Pescatori      | $292,158   | Stephen Chidwick           |
| 42 | $1,500 Extended Play No Limit Hold'em                  | 1,914    | Adrian Appman      | $478,102   | Yehoram Houri              |
| 43 | $1,000 Super Seniors No Limit Hold'em                  | 1,533    | Jon Andlovec       | $262,220   | Rod Pardey                 |
| 44 | $50,000 The Poker Players Championship                 | 84       | Mike Gorodinsky    | $1,270,086 | Jean-Robert Bellande       |
| 45 | $1,500 No Limit Hold'em                                | 1,655    | Upeshka De Silva   | $424,577   | Dara O'Kearney             |
| 46 | $3,000 Pot Limit Omaha 6-Handed                        | 682      | Vasili Firsau      | $437,575   | Nipun java                 |
| 47 | $2,500 No Limit Hold'em                                | 1,244    | Matt O'Donnell     | $551,941   | Timur Margolin             |
| 48 | $1,500 Seven Card Stud                                 | 237      | Eli Elezra         | $112,591   | Benjamin Lazer             |
| 49 | $1,500 Pot Limit Omaha Hi-Lo 8 or Better               | 815      | Young Ji           | $231,102   | Mark Dube                  |
| 50 | $10,000 Limit Hold'em Championship                     | 117      | Ben Yu             | $291,456   | Jesse Martin               |
| 51 | $3,000 No Limit Hold'em 6-Handed                       | 1,043    | Justin Liberto     | $640,711   | Seamus Cahill              |
| 52 | $1,500 Dealers Choice                                  | 357      | Carol Fuchs        | $127,735   | Ilya Krupin                |
| 53 | $10,000/$1,000 Ladies No Limit Hold'em Championship    | 795      | Jacquelyn Scott    | $153,876   | Hope Williams              |
| 54 | $10,000 Pot Limit Omaha Championship                   | 387      | Alexander Petersen | $927,655   | Jason Mercier              |
| 55 | $1,500 Draftkings 50/50 No Limit Hold'em               | 1,123    | Brandon Wittmeyer  | $200,618   | Derek Gomez                |
| 56 | $5,000 Turbo No Limit Hold'em                          | 454      | Kevin MacPhee      | $490,800   | Igor Yaroshevskyy          |
| 57 | $1,000 No Limit Hold'em                                | 2,497    | Takahiro Nakai     | $399,039   | Mel Wiener                 |
| 58 | $111,111 High Roller for One Drop                      | 135      | Jonathan Duhamel   | $3,989,985 | William Klein              |
| 59 | $1,500 No Limit Hold'em                                | 2,155    | Alex Lindop        | $531,037   | Aurelien Guiglini          |
| 60 | $25,000 High Roller Pot Limit Omaha                    | 175      | Anthony Zinno      | $1,122,196 | Pakinai Lisawad            |
| 61 | $1,111 The Little One for One Drop                     | 4,555    | Paul Hoefer        | $645,969   | Mario Lopez                |
| 62 | $1,500 Bounty No Limit Hold'em                         | 2,178    | Jack Duong         | $333,351   | Vitezslav Pesta            |
| 63 | $10,000 H.O.R.S.E. Championship                        | 204      | Andrew Barber      | $517,766   | Viacheslav Zhukov          |
| 64 | $1,000 WSOP.com Online No Limit Hold'em                | 905      | Anthony Spinella   | $197,743   | Hunter Cichy               |
| 65 | $1,500 Seven Card Stud Hi-Lo 8 or Better               | 547      | Gerald Ringe       | $180,943   | Christopher Vitch          |
| 66 | $777 Lucky Sevens No Limit Hold'em                     | 4,422    | Connor Berkowitz   | $487,784   | John Armbrust              |
| 67 | $10,000 Dealers Choice Championship                    | 108      | Quinn Do           | $319,792   | Rep Porter                 |
| 68 | $10,000 No Limit Hold'em Main Event                    | 6,420    | Joe McKeehen       | $7,680,346 | Joshua Beckley             |

## Main Event
Il Main Event (evento numero 68 "$10.000 No Limit Hold'em Main Event") si disputa come di consueto in due fasi. La fase di qualificazione dal 5 al 14 luglio, mentre il tavolo finale con i "November Nine" si disputa in novembre.

### November Nine
| Nome               | Nazionalità | Chips      | Braccialetti | ITM WSOP | Guadagni WSOP |
| ------------------ | ----------- | ---------- | ------------ | -------- | ------------- |
| Joe McKeehen       | Stati Uniti | 63 100 000 | 0            | 8        | $883 494      |
| Zvi Stern          | Israele     | 29 800 000 | 0            | 1        | $5 055        |
| Neil Blumenfield   | Stati Uniti | 22 000 000 | 0            | 3        | $44 395       |
| Pierre Neuville    | Belgio      | 21 075 000 | 0            | 19       | $591 460      |
| Max Steinberg      | Stati Uniti | 20 200 000 | 1            | 11       | $1 406 138    |
| Thomas Cannuli     | Stati Uniti | 12 250 000 | 0            | 2        | $20 203       |
| Joshua Beckley     | Stati Uniti | 11 800 000 | 0            | 4        | $19 403       |
| Patrick Chan       | Stati Uniti | 6 225 000  | 0            | 4        | $113 145      |
| Federico Butteroni | Italia      | 6 200 000  | 0            | 3        | $49 255       |

### Risultati
| Piazzamento | Nome               | Premio     |
| ----------- | ------------------ | ---------- |
| 1°          | Joe McKeehen       | $7.683.346 |
| 2°          | Joshua Beckley     | $4.470.896 |
| 3°          | Neil Blumenfield   | $3.398.298 |
| 4°          | Max Steinberg      | $2.615.361 |
| 5°          | Zvi Stern          | $1.911.423 |
| 6°          | Thomas Canulli     | $1.426.283 |
| 7°          | Pierre Neuville    | $1.203.293 |
| 8°          | Federico Butteroni | $1.097.056 |
| 9°          | Patrick Chan       | $1.001.020 |